# Misao Kodate
Misao Kodate (jap. 小舘 操, Kodate Misao; * 16. November 1961 in Sapporo) ist ein früherer japanischer Biathlet, der bei drei Olympischen Winterspielen teilnahm.
Misao Kodate nahm von der Mitte der 1980er bis zur Mitte der 1990er Jahre an internationalen Biathlonwettbewerben teil. Seine ersten Rennen lief er in Lake Placid im Rahmen der Biathlon-Weltmeisterschaften 1987 und wurde 53. in Einzel und Sprint. Der Sportsoldat der „Winterkampfausbildungseinheit“ der Bodenselbstverteidigungsstreitkräfte nahm 1988 in Calgary an seinen ersten Olympischen Winterspielen teil. Dort kam er in allen drei Rennen zum Einsatz und wurde 40. des Einzels, 39. des Sprints und 14. mit der Staffel. Vier Jahre später erreichte Kodate in Albertville die Ränge 28 im Einzel und 36 im Sprint. Bei den Biathlon-Weltmeisterschaften 1989 in Borowez kam er nur in der Staffel zum Einsatz, mit der er auf den 20. Platz kam. In Lillehammer startete der Japaner 1994 bei seinen dritten Olympischen Spielen. Im Einzel erreichte er Platz 62, im Sprint wurde er 42. 1995 in Antholz und 1996 in Ruhpolding nahm er nochmals an Biathlon-Weltmeisterschaften teil, erreichte aber keine nennenswerten Resultate. Kodates bestes Resultat im Biathlon-Weltcup war ein 14. Ran im Sprint, den der Japaner 1994 in Ruhpolding erreichte. Nach der WM 1996 beendete er seine aktive Karriere.
Bei den Olympischen Winterspielen 2006 in Turin war Kodate Cheftrainer des japanischen Biathlonteams.

## Biathlon-Weltcup-Platzierungen
Die Tabelle zeigt alle Platzierungen (je nach Austragungsjahr einschließlich Olympische Spiele und Weltmeisterschaften).
- 1.–3. Platz: Anzahl der Podiumsplatzierungen
- Top 10: Anzahl der Platzierungen unter den ersten zehn (einschließlich Podium)
- Punkteränge: Anzahl der Platzierungen innerhalb der Punkteränge (einschließlich Podium und Top 10)
- Starts: Anzahl gelaufener Rennen in der jeweiligen Disziplin

| Platzierung                 | Einzel | Sprint | Verfolgung | Massenstart | Staffel | Gesamt |
| --------------------------- | ------ | ------ | ---------- | ----------- | ------- | ------ |
| 1. Platz                    |        |        |            |             |         |        |
| 2. Platz                    |        |        |            |             |         |        |
| 3. Platz                    |        |        |            |             |         |        |
| Top 10                      |        |        |            |             |         |        |
| Punkteränge                 | 1      | 2      |            |             | 5       | 8      |
| Starts                      | 21     | 21     |            |             | 5       | 47     |
| Stand: Daten nicht komplett |        |        |            |             |         |        |